# Jošiie Minamoto
Jošiie Minamoto (též Minamoto no Jošiie; 源義家; 1041 – 4. srpna 1106) byl japonský samurajský velitel z rodu Minamoto. V mládí bojoval po boku svého otce Jorijošiho Minamota. Po jeho smrti se v roce 1083 vydal na tažení známé jako pozdní tříletá válka. Stejně jako otec se stal vynikajícím samurajským velitelem a jeho velitelské schopnosti se prokázaly už během začátku tažení. Tak si například jednou všiml, že z lesa vzlétlo vyplašené hejno hus, a správně usoudil, že tam na něj číhá nepřítel.
Jošiie byl mezi svými muži stejně oblíbený jako jeho otec. Známá jsou jeho vyobrazení při jídle s vojáky. O něčem podobném předtím četl v pracích čínských vojenských klasiků, což svědčí o jeho profesionálním přístupu k úloze velitele. Během pozdní tříleté války došlo při obléhání obranných palisád pevnosti Kanazawa k mnoha bitkám. Opakované útoky poskytly jednotlivým samurajům dostatek příležitostí k tomu, aby si vydobyli slávu, a Jošiie si tak mohl na konci každého dne prohlížet trofeje, které jeho muži ukořistili. Nejudatnější válečník byl vždy pozván, aby usedl na „místo statečného“, zatímco nejméně úspěšný musel sedět na „místě pro zbabělce“. Jošiie byl u svých mužů stejně oblíbený jako jeho otec a kronika Óšu gosannen ki popisuje podrobně jak Jošiieho velitelské umění, tak jeho legendární bojové dovednosti. Dočteme se v ní například, že za krutých mrazů během zimních tažení zahříval vojáky vlastním tělem a že se mu dokonce podařilo oživit některé z těch, kdo zdánlivě zmrzli. Minamoto Jošiie však musel zápolit i s různými problémy, které s válčením vůbec nesouvisely. Zatímco jeho otec vedl válku na základě oficiálního příkazu, Jošiiovo tažení považovala vláda jen za soukromou šarvátku. Když tedy pevnost Kanazawa po zuřivém útoku konečně padla, Jošiiemu se za jeho statečnost nedostalo žádného oficiálního uznání ani odměny. Jošiie prý potom uťaté hlavy nepřátel naházel do příkopu.
Svou výtečnou politickou reputaci se mu po tomto projevu neposlušnosti už nikdy nepodařilo obnovit. Poslední léta svého života strávil Jošiie v Kjótu, kde se snažil znovu získat postavení u dvora.
V té době se válečníci dosud považovali za druhořadé dvořany a Jošiiova poklidná smrt byla jakýmsi protipólem jeho vzrušující vojenské kariéry. Přesto byl považován za nejvýznamnějšího japonského válečníka, a když zemřel, napsal jeden dvořan: "Po celé zemi se uznávala jeho vojenská autorita. Vskutku si zasloužil být velkým generálem."